# Gedern
Gedern é um município da Alemanha, situado no distrito de Wetterau, no estado de Hesse. Tem 75,24 km² de área, e sua população em 2019 foi estimada em 7.277 habitantes.